# Teplička (Slovacchia)
Teplička (in ungherese Hernádtapolca) è un comune della Slovacchia facente parte del distretto di Spišská Nová Ves, nella regione di Košice.